# Nicolaas Waterboer
Nic(h)olaas Waterboer (Griekwastad, 1819 - aldaar, 17 september 1896) was een leider (kaptyn) van de Griekwa in Zuid-Afrika. 

## Biografie

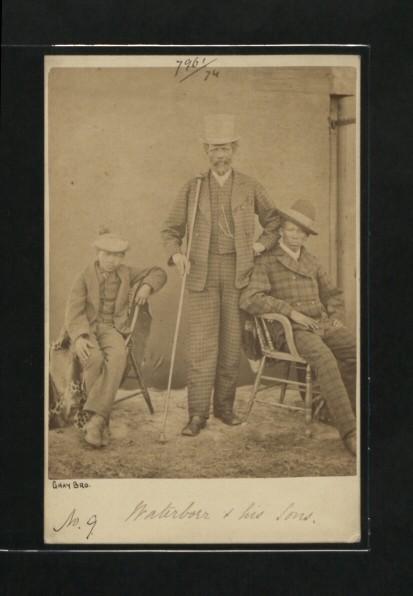
Waterboer met zonen.

Waterboer was de oudste zoon van Andries Waterboer en Gertruida Pienaar. Na de dood van zijn vader werd hij verkozen tot leider van de Griekwastaat Waterboersland, dat in 1854 bij de Conventie van Bloemfontein tot onderdeel van de Oranje Vrijstaat werd verklaard.
Nadat er in de jaren 60 van de 19e eeuw diamanten werden gevonden in Waterboersland werd in 1870 de republiek West-Griekwaland (Republiek Klipdrift) uitgeroepen, die al snel geannexeerd werd door het Verenigd Koninkrijk. Hierna verbleef Waterboer een tijdje in Oost-Griekwaland maar keerde in 1874 terug naar Griekwastad om zijn taak als leider te hervatten.
Hij kwam met de Britten in conflict over landrechten die leidden tot een rechtszaak waarbij hij veel land verloor. In 1878 werd hij gearresteerd voor het steunen van een Griekwa-opstand tegen de Britten en verbannen naar Hopetown. In 1880 mocht hij terugkeren naar Griekwastad waar hij in 1896 overleed.